# Claes Borgström
Claes Borgström (Estocolmo, 21 de julho de 1944 – Estocolmo, 15 de maio de 2020) foi um advogado e político sueco. Foi Defensor Público da Igualdade do Governo da Suécia entre 2000 e 2007. Membro do Partido Social-Democrata até 2013, entrou para o Partido da Esquerda neste mesmo ano.

## Biografia
Borgström nasceu em Estocolmo, em 1944. Seu pai foi Gustaf Borgström, CEO da Sveriges Köpmannaförbund ("Associação dos Comerciantes Suecos") entre 1942 e 1957. Borgström é também irmão das jornalistas Annette Kullenberg e Kerstin Vinterhed.
Borgström licenciou-se em Direito pela Universidade de Estocolmo em 1974. Após ter obtido o seu diploma, Borgström começou a trabalhar como advogado, tendo sido responsável por vários processos penais de grande visibilidade. Entre 2000 e 2007, Borgström serviu o Governo sueco como Defensor Público da Igualdade (JämO). Após a derrota dos sociais-democratas nas eleições de 2006, Borgström demitiu-se para iniciar um escritório de advocacia juntamente com o ex-ministro da Justiça Thomas Bodström.
Casou-se com sua ex-colega Märit Borgström (née Röger) em 2007, em Maiorca.
A partir de 2008, Borgström foi o porta-voz do Partido Social-Democrata Sueco em questões relacionadas com a igualdade entre homens e mulheres. Em uma entrevista de 2004, Borgström afirmou que os homens têm uma responsabilidade coletiva pela violência contra as mulheres, mas enfatizou a diferença entre responsabilidade coletiva e culpa coletiva. Nesse contexto, ele manifestou certo apoio à proposta de Gudrun Schyman de um "imposto masculino" para pagar os custos da violência contra as mulheres e outras questões relativas à igualdade de gênero. Ele atraiu a atenção em março de 2006, quando exigiu que a Suécia boicotasse a Copa do Mundo FIFA de 2006, na Alemanha, "em protesto contra o aumento do tráfico de mulheres que se espera que o evento resulte".
Em 2010, Borgström apelou com sucesso da decisão de encerrar o processo de agressão sexual contra o fundador do WikiLeaks, Julian Assange, e tornou-se o representante legal das duas suecas contra as quais a polícia sueca acusou Assange de má conduta sexual. No entanto, ele acabou sendo substituído por Elisabeth Massi Fritz.
Em 2013, citando sua insatisfação com o que ele chamou de mudanças de direita no Partido Social Democrata, Borgström deixou o Partido Social Democrata e aderiu ao Partido de Esquerda.
Borgström morreu em 15 de maio de 2020, aos 75 anos, depois de sofrer com a COVID-19.